# Džamjang rinpočhe
Džamjang rinpočhe (1880–1947) byl tibetský buddhistický meditační mistr a učenec linie Kagjüpy – jedné ze čtyř hlavních škol tibetského buddhismu. Byl dvanáctým žamarem rinpočhem.

## Život
Pátý žamarpa uvedl, že inkarnace karmapy a žamarpy jsou na absolutní úrovni mysli neoddělitelné. Jsou to dvě odlišné emanace „manifestující se někdy jako otec a syn, jindy jako příbuzní na úrovni bratrů.” To se projevilo, když se dvanáctý žamarpa Džamjang rinpočhe narodil jako syn patnáctého Karmapy. Dvanáctý žamarpa vedl tichý, ale plodný život. Byl to jógin-bódhisattva, který vyučoval a vedl mnoho žáků a praktikujících linie Kagjüpy na jejich cestě k osvícení.